# Ricania nigra
Ricania nigra är en insektsart som beskrevs av Walker 1870. Ricania nigra ingår i släktet Ricania och familjen Ricaniidae. Inga underarter finns listade i Catalogue of Life.